# Imposition forfaitaire sur les entreprises de réseaux
L'imposition forfaitaire sur les entreprises de réseaux (IFER) est un des impôts perçus, en France, au profit des collectivités territoriales. Elle est créée sous la présidence de Nicolas Sarkozy en 2010, à la suite de la suppression de la taxe professionnelle. Cette imposition vise les entreprises dont l'activité est exercée dans les secteurs de l'énergie, des transports ferroviaires et des télécommunications. L'activité de ces entreprises est liée à l'utilisation de divers réseaux d'infrastructures, dont des réseaux de transport.

## Description
Il y a 9 composantes différentes, codifiées sous les articles 1519 et 1599 du code général des impôts (CGI).
1. IFER sur « les installations terrestres de production d’électricité utilisant l’énergie mécanique du vent et les installations de production d’électricité utilisant l'énergie mécanique hydraulique des courants situées dans les eaux intérieures ou la mer territoriale (article 1519 D du CGI) ».
2. IFER sur « les installations de production d’électricité d’origine nucléaire ou thermique à flamme (art. 1519 E du CGI) ».
3. IFER sur « les centrales de production d’énergie électrique d’origine photovoltaïque ou hydraulique (article 1519 F du CGI) ».
4. IFER sur « les transformateurs électriques (art. 1519 G du CGI) ».
5. IFER sur « les stations radioélectriques (art. 1519 H du CGI) ».
6. IFER sur « les installations de gaz naturel liquéfié, les stockages souterrains de gaz naturel, les canalisations de transport de gaz naturel, les stations de compression du réseau de transport de gaz naturel, les canalisations de transport d’autres hydrocarbures et les canalisations de transport de produits chimiques (art. 1519 HA du CGI) ».
7. IFER sur les installations de production d'électricité d'origine géothermique (art. 1519 HB).
8. IFER sur « le matériel roulant utilisé sur le réseau ferré national pour les opérations de transport de voyageurs (art. 1599 quater A du CGI) ».
9. IFER sur « le matériel roulant utilisé pour le transport de voyageurs en Île-de-France (art. 1599 quater A bis du CGI) ».
10. IFER sur « les répartiteurs principaux de la boucle locale cuivre, les unités de raccordement d’abonnés et les cartes d’abonnés du réseau téléphonique commuté (art. 1599 quater B du CGI) ».

## Bénéficiaires
Le produit des IFER est réparti entre les collectivités territoriales concernées, à savoir le bloc communal, les départements, les régions ; enfin, la 8e composante est perçue au bénéfice de la Société du Grand Paris.
L'IFER a rapporté 1,5 milliard d'euros en 2018. Cette somme a été répartie ainsi : bloc communal : 0,6 Md € ; départements : 0,3 Md € ; régions : 0,6 Md €. 

## Paiement
Une déclaration (modèle 1447M) doit être déposée au début du mois de mai. Un acompte doit être versé pour la mi-juin. Le solde avec le paiement de la CFE.
Le montant de l'imposition est calculé par application d'un tarif au nombre d'équipements dont dispose l'entreprise au 1er janvier de l'année d'imposition. Pour donner un exemple, et pour la cinquième composante, au 1er janvier 2014, le tarif à appliquer par antenne-relais était de 1 557 euros.